# Valentín Gómez
Valentín Gómez, né le 26 juin 2003 à San Miguel, en province de Buenos Aires, est un footballeur argentin qui évolue au poste de défenseur central au Real Betis.

## Biographie

### Carrière en club
Ayant rejoint le Club Atlético Vélez Sarsfield en 2013, Valentín Gómez fait toute ses classes dans le centre de formation portègne, jusqu'à intégrer le groupe professionnel en 2022. Il fait ses débuts avec l'équipe première de Mauricio Pellegrino le 25 février 22, lors d'un match de Copa de la Liga contre Huracán,. 
Signant une extension de contrat avec le club de Buenos Aires en juin 2022, il s'impose comme titulaire en défense centrale — malgré le départ de l'entraineur de ses débuts, Pellegrino, remplacé par Alexander Medina —, notamment en Copa Libertadores, où son club est l'auteur d'un parcours remarqué, éliminant des équipes comme le River Plate pour atteindre les demi-finale de la compétition.
Le 26 juillet 2025, Valentín Gómez rejoint le club espagnol du real betis pour une valeur de 5,50 mio.€.

### Carrière en sélection
Valentín Gómez est international argentin en équipe de jeunes, découvrant l'équipe des moins de 20 ans de Javier Mascherano dès le printemps 2022.